# Edidiong Odiong
Edidiong Ofonime Odiong (née le 13 mars 1997 au Nigéria) est une athlète bahreïnie, spécialiste des épreuves de sprint.

## Biographie
En 2015, lors des Jeux mondiaux militaires, à Mungyeong en Corée du Sud, Edidiong Odiong remporte la médaille d'or sur 200 m et la médaille de bronze au titre du relais 4 × 400 m. En 2016, elle devient championne du monde junior du 200 m à Kazan dans le temps de 22 s 84. Elle atteint les demi-finales des Jeux olympiques de Rio et porte son record personnel à 22 s 74.
En août 2018, lors des Jeux asiatiques de 2018 à Jakarta, Edidiong Odiong entre dans l'histoire du sprint asiatique en réalisant le triplé 100 m, 200 m et 4 × 100 m. Le 26 août, elle s'impose en 11 s 30 sur la distance reine, record personnel, devant Dutee Chand (11 s 32) et Wei Yongli (11 s 33). Puis, le 29, elle devance ces deux dernières sur le demi-tour de piste en 22 s 96, contre 23 s 20 et 23 s 27 pour l'Indienne et la Chinoise. Le 30, elle participe à la victoire du Bahreïn en 42 s 73 sur le relais 4 × 100 m, record des Jeux et record national et à la médaille d'argent en 3 min 30 s 61 du relais 4 × 400 m. Elle repart ainsi des Jeux asiatiques avec 4 médailles, dont 3 titres.
En 2022 elle bat deux records nationaux : celui du 100 m en 11 s 05 en remportant les championnats de l'ACC, puis celui du 200 m à l'occasion des championnats NCAA .

## Palmarès
| Date | Compétition                     | Lieu         | Résultat | Épreuve   | Temps         |
| ---- | ------------------------------- | ------------ | -------- | --------- | ------------- |
| 2015 | Championnats arabes             | Madinat 'Isa | 1re      | 200 m     | 22 s 98       |
| 2015 | Championnats arabes             | Madinat 'Isa | 1re      | 4 × 100 m | 46 s 40       |
| 2015 | Jeux mondiaux militaires        | Mungyeong    | 1re      | 200 m     | 23 s 18       |
| 2015 | Jeux mondiaux militaires        | Mungyeong    | 3e       | 4 × 400 m | 3 min 32 s 62 |
| 2016 | Championnats du monde juniors   | Bydgoszcz    | 1re      | 200 m     | 22 s 84       |
| 2017 | Jeux de la solidarité islamique | Bakou        | 1re      | 200 m     | 22 s 95       |
| 2017 | Jeux de la solidarité islamique | Bakou        | 1re      | 4 × 100 m | 44 s 98       |
| 2017 | Jeux de la solidarité islamique | Bakou        | 1re      | 4 × 400 m | 3 min 32 s 96 |
| 2018 | Jeux asiatiques                 | Jakarta      | 1re      | 100 m     | 11 s 30       |
| 2018 | Jeux asiatiques                 | Jakarta      | 1re      | 200 m     | 22 s 96       |
| 2018 | Jeux asiatiques                 | Jakarta      | 1re      | 4 100 m   | 42 s 73       |
| 2018 | Jeux asiatiques                 | Jakarta      | 2e       | 4 × 400 m | 3 min 30 s 61 |
| 2018 | Coupe continentale              | Ostrava      | 5e       | 200 m     | 22 s 62       |
| 2019 | Championnats d'Asie             | Doha         | 4e       | 200 m     | 23 s 24       |
| 2019 | Championnats d'Asie             | Doha         | 3e       | 4 × 100 m | 43 s 61       |
| 2019 | Jeux mondiaux militaires        | Wuhan        | 8e       | 100 m     | 11 s 94       |
| 2019 | Jeux mondiaux militaires        | Wuhan        | 3e       | 4 × 100 m | 44 s 24       |
| 2022 | Jeux de la solidarité islamique | Konya        | 1re      | 100 m     | 11 s 03       |
| 2022 | Jeux de la solidarité islamique | Konya        | 2e       | 200 m     | 22 s 77       |
| 2023 | Jeux panarabes                  | Oran         | 1re      | 100 m     | 11 s 27       |
| 2023 | Jeux panarabes                  | Oran         | 2e       | 200 m     | 23 s 74       |
| 2023 | Jeux panarabes                  | Oran         | 1re      | 4 × 100 m | 44 s 44       |
| 2023 | Jeux asiatiques                 | Hangzhou     | 3e       | 200 m     | 23 s 48       |

## Records
| Épreuve    | Temps        | Lieu   | Date        |
| ---------- | ------------ | ------ | ----------- |
| 100 mètres | 11 s 05 (NR) | Durham | 14 mai 2022 |
| 200 mètres | 22 s 43 (NR) | Eugene | 9 juin 2022 |